# あさひかわ写真アーカイブ研究会
あさひかわ写真アーカイブ研究会（あさひかわしゃしんあーかいぶけんきゅうかい ）は北海道旭川市で設立された市民活動団体である。旭川関連の写真や映像、資料の収集、及び調査研究、ワークショップ開催などを通じて、写真、映像のアーカイブ（永久保存・活用）の考えを啓蒙する活動を行う。2007年に設立された写真家谷口雅彦が代表の「谷口雅彦写真アーカイブ室」とは協力関係。

## 沿革
2022年5月27日、旭川市民数人と共に、「あさひかわ写真アーカイブ研究会」として設立。代表を谷口多恵子（谷口雅彦写真アーカイブ室室長）、顧問に谷口雅彦（写真家・谷口雅彦写真アーカイブ室代表）。旭川市市民活動支援センター（ココデ）に申請登録。
2023年10月、旭川市民ギャラリーにて写真展「旭川の最初の写真師中鉢直綱とあさひかわの写真」展を、谷口雅彦写真アーカイブ室と共に開催。プロデュース谷口雅彦。
2023年10月、寄贈していただいた「花輪家（花菱商事）」の写真と資料を『花輪家アーカイブ』とすることを決める。中鉢写真館撮影の12点は「写真師中鉢直綱研究室」に所属する。
2023年10月、旭川のアマチュア写真家窪田清氏のご遺族から、写真ネガ、8ミリ映像、ビデオ映像、音声記録などを寄贈していただく。散逸しないように『窪田清アーカイブ』を、あさひかわ写真アーカイブ研究会内に設置する。当面、当会顧問の谷口雅彦が研究調査を担当することから、しばらく協力関係にある谷口雅彦写真アーカイブ室に所管する。
2024年1月17日、旭川ななかまど文化賞協議会審査会において満場一致で、【谷口雅彦写真アーカイブ室】と【あさひかわ写真アーカイブ研究会】が団体として、第47回（令和５年度）旭川ななかまど文化賞受賞決定。（2024年1月18日報道公開）受賞理由は「写真展『旭川で最初の写真師中鉢直綱とあさひかわの写真』展（2023年10月）の開催と、活動内容の希少性や将来性等を評価」
2024年2月2日から2月28日まで、あさひかわの写真展『シリーズ写真アーカイブ　谷口家の写真箱から1943-1971』を開催（旭川市・みんなのカフェ銀座）。プロデュース谷口雅彦。
2024年2月20日、旭川ケーブルテレビポテト「ポテトにこんにちは」に代表谷口多恵子と顧問谷口雅彦がスタジオ生出演）
2024年2月22日、写真茶会第3回「撮る撮られる　地域に在り続ける写真館のはなし（ゲスト・高田昌絵さん 高田写真場三代目奥様）」（北海道旭川市　みんなのカフェ）プロデュース谷口雅彦。
2024年3月19日から3月24日まで。第47回旭川ななかまど文化賞受賞記念写真展を開催。（旭川市文化会館展示室）24日、①13時と②15時30分から、写真家谷口雅彦による展示ツアーを開催。
2024年3月24日、第47回旭川ななかまど文化賞受賞式。
2025年1月11日から2月18日まで、写真展『阪神・淡路大震災から30年』展（北海道旭川・日本茶カフェWHIZ）に協力。
2025年1月から3月　旭川の月刊情報誌『メディアあさひかわ』2025年2月号・3月号・4月号誌上において、特集「旭川の昭和100年（上・中・下）」ページに、同会に市民から寄贈された写真を提供、協力（監修・谷口雅彦）する。その際、2022年に遺族から寄贈されたネガからデジタルスキャンし掲載された故・窪田清氏撮影の写真が公に初めて「窪田清アーカイブ」という名称で掲載になった。
カテゴリ: 